# 彼女の鍵を開ける方法
『彼女の鍵を開ける方法』（かのじょのかぎをあけるほうほう）は、中田ゆみによる日本の漫画である。『月刊ヤングチャンピオン烈』（秋田書店）にて、2008年12月16日発売のVolume.16から2016年1号（2015年12月15日発売）まで連載。

## ストーリー
ある日、春馬のもとにちとせという転校生がやってくる。ちとせは借金のかたに春馬のアパートに住み込みで働くという。春馬とちとせは初めて出会った時の騒動もあって、最初はうまくいかないものの、徐々に距離が縮まっていく。

## 登場人物
広瀬 春馬（ひろせ はるま）
本作の主人公。えっちなところがあり、ときどき妄想する。祖父がアパートのオーナーをやっていて、そこのアパートに住んでいる。ちとせに好意を抱いていて、勢いで告白もした。
早嶺 ちとせ（はやみね ちとせ）
転校生で春馬と同じクラスの転校生。借金のかたに春馬のアパートに住み込みで働きにきた。ぐうたらな姉がいるため、家事はうまくこなす。露出狂なところがあり、たびたびノーパンになり、気持ちよくなってしまう。また、ときどきおもらししてしまう。貧乳なことを気にしている。
蝶野 さゆり（ちょうの さゆり）
春馬と同じアパートに住んでいる。ランバブという風俗に勤務している。
鹿田 茂三（しかた しげぞう）
春馬と同じアパートに住んでいる。三度のメシより女子のパンツが好きな人。
新堂 あすみ（しんどう あすみ）
春馬のクラスメイト。クラスの大半の男子は皆が委員長と呼ぶばかりに、本名が委員長だと勘違いしていた。巨乳でまじめだがたまにえっちなところもある。
長谷川 まい（はせがわ まい）
早嶺そっくりだが巨乳のグラビアアイドル。商店街で春馬と出会ってから頻繁に春馬に会いにアパートにやってくる。
小野（おの）、柳（やなぎ）
春馬と同じクラスの悪友。

## 書誌情報
- 中田ゆみ 『彼女の鍵を開ける方法』 秋田書店 〈ヤングチャンピオン烈コミックス〉、全9巻
  1. 2010年7月5日初版刊行（2010年6月18日発売） ISBN 978-4-253-25566-0
  2. 2011年5月2日初版刊行（2011年4月20日発売） ISBN 978-4-253-25567-7
  3. 2012年2月5日初版刊行（2012年1月20日発売） ISBN 978-4-253-25568-4
  4. 2012年10月5日初版刊行（2012年9月20日発売） ISBN 978-4-253-25569-1
  5. 2013年5月5日初版刊行（2013年4月19日発売） ISBN 978-4-253-25570-7
  6. 2014年2月5日初版刊行（2014年1月20日発売） ISBN 978-4-253-25581-3
  7. 2014年8月5日初版刊行（2014年7月26日発売） ISBN 978-4-253-25582-0
  8. 2015年8月1日初版刊行（2015年7月17日発売） ISBN 978-4-253-25583-7
  9. 2016年4月1日初版刊行（2016年3月18日発売） ISBN 978-4-253-25584-4